# Ludwig von Hagn
Ludwig von Hagn   (Múnic, 23 de novembre de 1819 - Múnic, 15 de gener de 1898) (o Louis von Hagn) va ser un pintor de gènere alemany.

## Biografia
Va néixer a Múnic, fill d'un empresari Karl von Hagn i de la seva dona Josepha Schwab. La seva germana gran, Charlotte von Hagn, era una actriu coneguda.

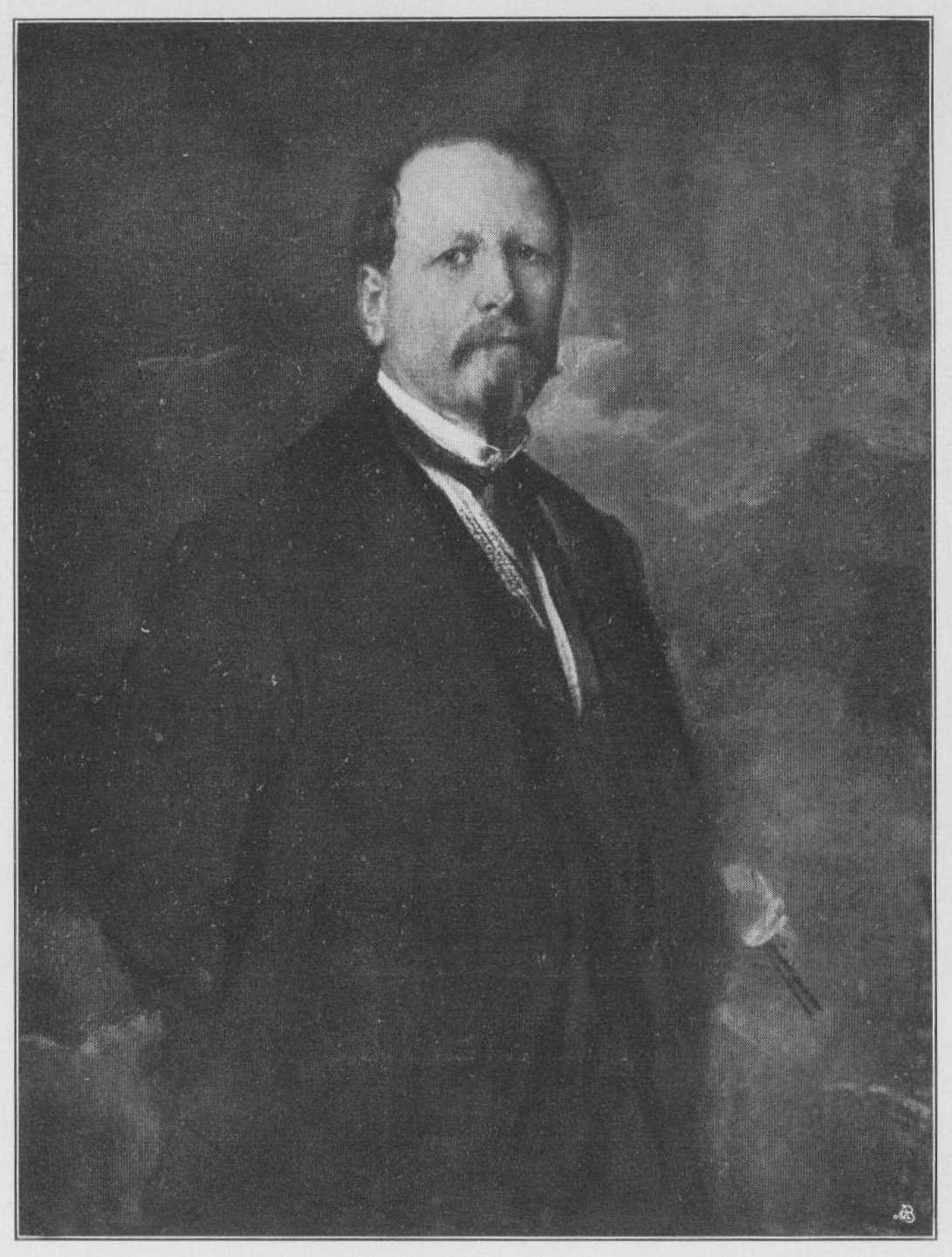
Ludwig von Hagn, retrat de Franz von Lenbach (1863).

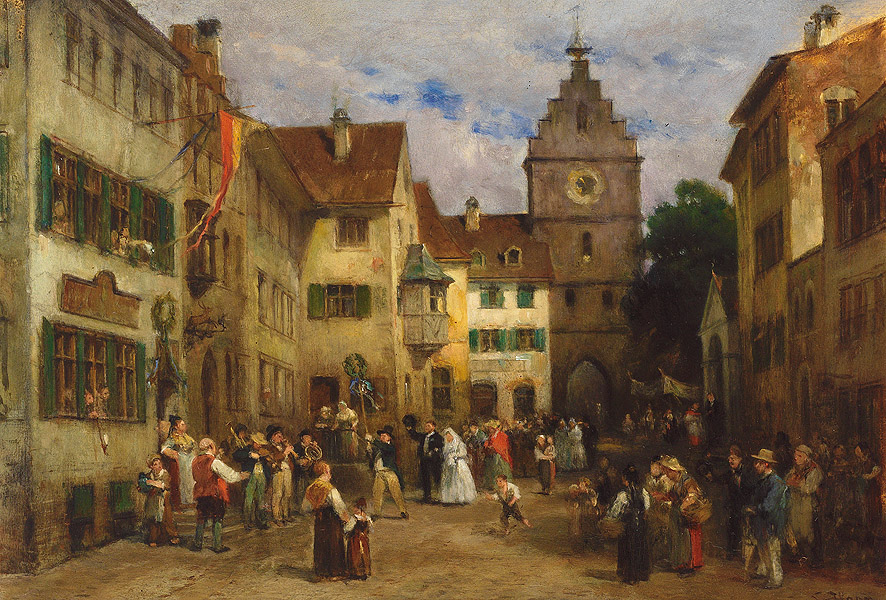
Carrer concorregut amb festa de noces a Überlingen

Després d'una breu educació pública, va seguir els desitjos de la seva família i va entrar a l'Escola de Cadets local. Després d'una visita a Berlín amb la seva germana el 1840, va desenvolupar un interès per l'art. Poc després, va deixar el Cos de Cadets i es va convertir en alumne del pintor marí Wilhelm Krause. En tornar a Munic, es va matricular a l'Acadèmia de Belles Arts, on entre els seus instructors hi havia el pintor d'història Clemens von Zimmermann i el paisatgista Albert Zimmermann (sense parentiu).
El 1846, es va convertir en un dels primers artistes de Munic a estudiar a Anvers. Els seus instructors van ser Gustave Wappers i Eugène-François de Block. Amb aquest últim va estar un any treballant al seu estudi de Brussel·les. El 1850, va tornar a Berlín per estudiar arquitectura i va ser influenciat per les obres d’Adolph Menzel. Les seves visites a Sanssouci van començar a donar un toc rococó als seus quadres.
De 1853 a 1855, va estar a París, on es va interessar per les obres de Léon Cogniet, Paul Delaroche, Jean-Louis-Ernest Meissonier i Joseph Nicolas Robert-Fleury. Durant aquest temps, es va fer amic de tota la vida amb els seus antics col·legues belgues Florent Willems i Alfred Stevens.
El 1855, es va establir a Munic i es va convertir en un pintor autònom, formant un petit cercle de coneguts afins que incloïa Franz von Lenbach, Victor Müller i agost von Pettenkofen. De 1863 a 1865, va continuar els seus estudis a Florència, Itàlia, i es va allunyar de l'estil rococó. Va morir a la seva ciutat natal de Munic.